# 于生龙
于生龙（1940年12月—），河北人，生于天津，中华人民共和国中医药学家、政治人物，国家中医药管理局原副局长，中国农工民主党中央委员会原秘书长，第八、九、十届全国政协委员。